# Cookeina tricholoma
Cookeina tricholoma ist ein Schlauchpilz aus der Familie der Kelchbecherlingsverwandten.

## Merkmale

### Makroskopische Merkmale
Die meist gestielten, tief schüsselförmigen, lederigen Fruchtkörper, die Apothecien, werden im trockenen zustand 7–25 Millimetern groß und 10–30 Millimeter breit, im feuchten Zustand werden sie 20–25 Millimetern groß. Der eigentliche Fruchtkörper, das Receptaculum ist im frischen Zustand orange-gelblich, orange bis rötlich, aber auch rosafarben bis korallenrot und wird 10–40 Millimeter im Durchmesser groß und 5–150 Millimeter tief. Sowohl der Stiel als auch das Receptaculum sind deutlich behaart. Der Stiel ist schlank, von selber Farbe wie das Receptaculum und fleischig. Die Fruchtschicht ist glatt, von selber Farbe wie das Receptaculum oder heller. Die Haare sind steif, borstenförmig und weißlich, besonders bei jungen Fruchtkörpern, bis bräunlich-gelb bis braun.

### Mikroskopische Merkmale
Das äußere Excipulum ist 10–720 Mikrometer dick, besteht aus einer Textura globulosa (ein Gewebe aus kugeligen Elementen mit Zwischenräumen) bzw. aus eine Textura angularis (also ein Parenchym-ähnliches Gewebe). Das medulläre Excipulum besteht aus einer Textura porrecta (ein Gewebe aus dünnwandigen, parallelen, nur wenig verflochtenen Hyphen), das 160–200 Mikrometer dick wird. Die Fruchtschicht wird 260–440 Mikrometer dick. Die Schläuche sind zylindrisch, an der Basis abgerundet, mit bis zu 2 Mikrometer dicken Zellwänden und besitzen jeweils 8 in einer Reihe angeordnete Sporen. Diese sind elliptisch bis spindelförmig, an beiden Enden zugespitzt, beinahe durchscheinend, mit zwei großen und mehreren kleineren Öltropfen,  Sie werden 280–290 × 16–17 Mikrometer groß. Reife Sporen haben feine parallel laufende Grate. Sie werden 25–39 × 12–21 Mikrometer groß. Sie besitzen zwei Öltropfen, die bis zu 9 Mikrometer im Durchmesser betragen können. Die Paraphysen sind fadenförmig, mit Querverbinden (anastomosierend) und septiert.

### Artabgrenzung
Von den meisten anderen Arten der Gattung unterscheidet sich Cookeina tricholoma durch die deutlichen Haare. Von der sehr ähnlichen Art Cookeina sinensis unterscheidet sich Cookeina tricholoma durch die ornamentierten Sporen und die anders gebauten Paraphysen. Die 2015 beschriebene Art Cookeina korfii hat kleinere Sporen und ist bisher (2016) nur von den Philippinen bekannt.

## Ökologie und Verbreitung
Cookeina tricholoma lebt auf umgefallenen Baumstämmen, Zweigen und Ästen. Er ist weltweit im Tiefland der Tropen weit verbreitet, sowohl in der Paläotropis als auch in der Neotropis. In China kommt er unter anderem in den Provinzen Yunnan, Hainan, Guangxi vor. In Asien sind zudem Funde aus Indien (Kerala, Maharashtra), Malaysia und Indonesien bekannt. Aus Afrika aus Kamerun, Sierra Leone und Madagaskar. In Amerika ist er von Brasilien bis Mexiko verbreitet.

## Nutzung
In Teilen von Mexiko wird Cookeina tricholoma als Speisepilz verzehrt. In Kamerun wird er für medizinische Zwecke gegen Ohrenschmerzen verwendet, wobei nicht zwischen Cookeina sulcipes und Cookeina tricholoma unterschieden wird.

## Inhaltsstoffe
Aus Cookeina tricholoma wurden verschiedene β-D-Glucane isoliert, die antinozizeptiv wirken, die also Nozizeptorn, das sind Schmerzrezeptoren, blockieren.

## Systematik und Taxonomie
Cookeina tricholoma wurde bereits 1834 von Jean Pierre François Camille Montagne als Peziza tricholoma erstbeschrieben. Kuntze stellte die Art 1891 in die von ihm aufgestellte Gattung Cookeina. Es ist die Typusart der Gattung. Phylogenetische Studien zeigten, dass es die Schwesterart zu Cookeina sinensis ist, sich aber deutlich von ihr unterscheidet. Auch die 2015 beschriebene Art Cookeina korfii befindet sich in dieser Klade.

## Etymologie
Der Name tricholoma (= haariger Rand) bezieht sich die typischen Haare. Der Gattungsname Cookeina ehrt den englischen Mykologen Mordecai Cubitt Cooke.